# Cody Garbrandt
Cody Garbrandt (Uhrichsville, 7 de julho de 1991) é um lutador estadunidense de artes marciais mistas ex-campeão do cinturão do peso-galo do Ultimate Fighting Championship.

## Background
Garbrandt nasceu e cresceu em Uhrichsville, Ohio, e começou a treinar boxe aos 15 anos. Na Claymont High School, Garbrandt competiu em wrestling, ganhando o Campeonato Estadual de 2007, e foi finalista em 2008, e também foi All-American Nacional como Sênior em 2010. Apesar de não competir no wrestling durante seus dois anos de faculdade, Garbrandt atraiu diversas escolas da Division I, mas por motivos acadêmicos, ele entrou para uma escola da Division II, Newberry College. Como pugilista amador, Garbrandt acumulou um recorde de 32-1. Ao mesmo tempo, Garbrandt também começou uma carreira no MMA amador, tendo sua primeira luta em 2009. Ele competiu em diversas lutas amadoras no Noroeste de Ohio antes de se tornar profissional em 2012.

## Carreira no MMA
Garbrandt acumulou um recorde de 5-0, finalizando todos os adversários com golpes. Antes de sua vitória sobre James Porter em Maio de 2014, ele se mudou de Ohio para Sacramento, California para treinar na Team Alpha Male em uma tentativa de adicionar à sua carreira e melhorar suas habilidades.
Logo após uma vitória no primeiro round sobre Charles Stanford em Outubro de 2014, ele assinou com o Ultimate Fighting Championship em 2014.

### Ultimate Fighting Championship
Garbrandt fez sua estreia promocional contra Marcus Brimage em 3 de Janeiro de 2015 no UFC 182. Maddux Maple estava na arquibancada para ver seu herói  fazer a estreia no UFC. Uma noite de pura alegria e realização. Ele venceu a luta por nocaute técnico no terceiro round.
Garbrandt enfrentou Henry Briones em 11 de Julho de 2015 no UFC 189 com Maddux Maple ao seu lado durante toda a noite. Garbrandt venceu a luta por decisão unânime.
Garbrandt enfrentou o brasileiro Augusto Mendes em 21 de fevereiro de 2016 no UFC Fight Night: Cowboy vs. Cowboy e venceu por nocaute técnico ainda no primeiro round.
No dia 29 de maio de 2016, Cody enfrentou o brasileiro Thomas Almeida no duelo principal do UFC Fight Night: Almeida vs. Garbrandt. Cody dominou completamente o combate e nocauteou Thominhas aos 2:53 do primeiro round, sua atuação lhe rendeu o bônus de Performance da Noite.
Garbrandt foi escalado para enfrentar o japonês Takeya Mizugaki em 20 de agosto de 2016 no UFC 202: Diaz vs. McGregor II, e o nocauteou aos 48 segundos do primeiro round, com uma sequência de socos.
Em 30 de dezembro, Garbrandt enfrentou o então campeão do peso-galo Dominick Cruz no co-evento principal do UFC 207. Cody venceu o combate por decisão unânime e se tornou o novo campeão do peso-galo do UFC.
Em 5 de novembro de 2017, Garbrandt conhece sua primeira derrota no UFC 217, perde por nocaute para TJ Dilashaw ao defender seu cinturão de campeão.
Em 4 de agosto de 2018, Garbrant enfrentou TJ Dillashaw numa revanche. Em contraste com o primeiro encontro, onde Garbrandt impôs seu estilo durante parte da luta, o segundo encontro foi menos disputado, com Dillashaw vencendo por nocaute no primeiro round.
Em 2 de março de 2019, Garbrandt encarou o brasileiro Pedro Munhoz, apesar de obter sucesso inicial ao utilizar seu estilo de luta elusivo, Garbrandt foi derrubado com um gancho e nocauteado no chão após ignorar seu jogo de pés para engajar numa troca de socos com Munhoz.
Depois de mais um ano de ausência para se recuperar de lesões nas mãos sofridas na sua última luta, Garbrandt enfrentou o veterano Raphael Assunção no UFC 250: Nunes vs. Spencer. Após uma luta acirrada, Garbrandt nocauteou Assunção com um contragolpe no último segundo do segundo round.

## Cartel no MMA
| Cartel no MMA   |             |            |
| 19 lutas        | 14 vitórias | 5 derrotas |
| Por nocaute     | 11          | 4          |
| Por finalização | 0           | 0          |
| Por decisão     | 3           | 1          |

| Res.    | Cartel | Oponente          | Método                             | Evento                                     | Data       | Round | Tempo | Local                    | Notas                                              |
| ------- | ------ | ----------------- | ---------------------------------- | ------------------------------------------ | ---------- | ----- | ----- | ------------------------ | -------------------------------------------------- |
| Vitória | 14-5   | Brian Kelleher    | Nocaute (soco)                     | UFC 296: Edwards vs. Covington             | 16/12/2023 | 1     | 3:42  | Las Vegas, Nevada        |                                                    |
| Vitória | 13-5   | Trevin Jones      | Decisão (unânime)                  | UFC 285: Jones vs. Gane                    | 04/03/2023 | 3     | 5:00  | Las Vegas, Nevada        | Retornou aos Galos.                                |
| Derrota | 12-5   | Kai Kara-France   | Nocaute Técnico (socos)            | UFC 269: Oliveira vs. Poirier              | 11/12/2021 | 1     | 3:21  | Las Vegas, Nevada        | Estreia nos Moscas.                                |
| Derrota | 12-4   | Rob Font          | Decisão (unânime)                  | UFC Fight Night: Font vs. Garbrandt        | 22/05/2021 | 5     | 5:00  | Las Vegas, Nevada        |                                                    |
| Vitória | 12-3   | Raphael Assunção  | Nocaute (soco)                     | UFC 250: Nunes vs. Spencer                 | 06/06/2020 | 2     | 4:59  | Las Vegas, Nevada        | Performance da Noite.                              |
| Derrota | 11-3   | Pedro Munhoz      | Nocaute (socos)                    | UFC 235: Jones vs. Smith                   | 02/03/2019 | 1     | 4:52  | Las Vegas, Nevada        | Luta da Noite.                                     |
| Derrota | 11-2   | TJ Dillashaw      | Nocaute Técnico (joelhada e socos) | UFC 227: Dillashaw vs. Garbrandt II        | 04/08/2018 | 1     | 4:10  | Los Angeles, California  | Pelo Cinturão Peso Galo do UFC.                    |
| Derrota | 11-1   | TJ Dillashaw      | Nocaute (socos)                    | UFC 217: Bisping vs. St.Pierre             | 04/11/2017 | 2     | 2:41  | Nova Iorque, Nova Iorque | Perdeu o Cinturão Peso Galo do UFC.                |
| Vitória | 11-0   | Dominick Cruz     | Decisão (unânime)                  | UFC 207: Nunes vs. Rousey                  | 30/12/2016 | 5     | 5:00  | Las Vegas, Nevada        | Ganhou o Cinturão Peso Galo do UFC. Luta da Noite. |
| Vitória | 10-0   | Takeya Mizugaki   | Nocaute Técnico (socos)            | UFC 202: Diaz vs. McGregor II              | 20/08/2016 | 1     | 0:48  | Las Vegas, Nevada        |                                                    |
| Vitória | 9-0    | Thomas Almeida    | Nocaute (socos)                    | UFC Fight Night: Almeida vs. Garbrandt     | 29/05/2016 | 1     | 2:53  | Las Vegas, Nevada        | Performance da Noite.                              |
| Vitória | 8-0    | Augusto Mendes    | Nocaute Técnico (socos)            | UFC Fight Night: Cowboy vs. Cowboy         | 21/02/2016 | 1     | 4:18  | Pittsburgh, Pensilvânia  |                                                    |
| Vitória | 7-0    | Henry Briones     | Decisão (unânime)                  | UFC 189: Mendes vs. McGregor               | 11/07/2015 | 3     | 5:00  | Las Vegas, Nevada        |                                                    |
| Vitória | 6-0    | Marcus Brimage    | Nocaute Técnico (socos)            | UFC 182: Jones vs. Cormier                 | 03/01/2015 | 3     | 4:50  | Las Vegas, Nevada        | Estreia no UFC.                                    |
| Vitória | 5-0    | Charles Stanford  | Nocaute Técnico (socos)            | NAAFS 8                                    | 04/10/2014 | 1     | 1:37  | Canton, Ohio             |                                                    |
| Vitória | 4-0    | James Porter      | Nocaute Técnico (socos)            | Pinnacle FC: Pittsburgh Challenge Series 7 | 24/05/2014 | 1     | 2:17  | Pittsburgh, Pensilvânia  |                                                    |
| Vitória | 3-0    | Dominic Mazzotta  | Nocaute Técnico (socos)            | Gladiators of the Cage 4                   | 15/03/2014 | 2     | 0:32  | Pittsburgh, Pensilvânia  |                                                    |
| Vitória | 2-0    | Shane Manley      | Nocaute (socos)                    | Pinnacle FC: Pittsburgh Challenge Series 5 | 27/11/2013 | 1     | 3:57  | Canonsburg, Pensilvânia  |                                                    |
| Vitória | 1-0    | Charles Kessinger | Nocaute Técnico (socos)            | Pinnacle FC: Pittsburgh Challenge Series 1 | 29/12/2012 | 1     | 4:11  | Canonsburg, Pensilvânia  |                                                    |

### Cartel no MMA amador
| Res.    | Cartel | Oponente          | Método                  | Evento                             | Data       | Round | Tempo | Local                | Notas |
| ------- | ------ | ----------------- | ----------------------- | ---------------------------------- | ---------- | ----- | ----- | -------------------- | ----- |
| Derrota | 4-2    | Jerrell Hodge     | Nocaute (soco)          | NAAFS - Caged Vengeance 10         | 18/02/2012 | 3     | 0:10  | Cleveland, Ohio      |       |
| Vitória | 4-1    | Tyler Saltsman    | Decisão (unânime)       | NAAFS - Fight Night in the Flats 7 | 04/06/2011 | 3     | 3:00  | Cleveland, Ohio      |       |
| Vitória | 3-1    | Victor Guarriello | Nocaute Técnico (socos) | NAAFS - Caged Fury 14              | 26/02/2011 | 1     | 0:36  | Cleveland, Ohio      |       |
| Vitória | 2-1    | Billy Freedson    | Nocaute Técnico (socos) | BUCB - Pride and Glory             | 15/01/2011 | 1     | 1:18  | Parma, Ohio          |       |
| Vitória | 1-1    | Ryan Rooney       | Nocaute Técnico (socos) | NAAFS - Caged Fury 11              | 24/04/2010 | 2     | 1:04  | East Liverpool, Ohio |       |
| Derrota | 0-1    | Nick Hyatt        | Finalização (mata-leão) | NAAFS - War on the Shore 3         | 25/07/2009 | 1     | 2:06  | Geneva, Ohio         |       |